# Stazione di King Street
La stazione di King Street (in inglese King Street Station) è la principale stazione ferroviaria di Seattle, Washington, Stati Uniti.

## Movimento
La stazione è servita dal servizio ferroviario suburbano Sounder.